# Shannon Rempel
Shannon Rempel, född den 26 november 1984 i Winnipeg, Kanada, är en kanadensisk skridskoåkare.
Hon tog OS-silver i damernas lagtempo i samband med de olympiska skridskotävlingarna 2006 i Turin.